# La pianista (film)
La pianista (La pianiste) è un film del 2001 diretto da Michael Haneke, tratto dall'omonimo romanzo di Elfriede Jelinek.
Presentato in concorso al 54º Festival di Cannes, ha ricevuto il Grand Prix Speciale della Giuria, il premio per la miglior interpretazione femminile e il premio per la migliore interpretazione maschile.

## Trama
Erika Kohut è una brillante insegnante di pianoforte presso il conservatorio di Vienna. Anche se ha ormai passato i quarant'anni, continua a vivere in un appartamento con l'anziana e possessiva madre. Dietro il suo atteggiamento rigido e impeccabile si nasconde in realtà una donna sessualmente repressa, tormentata da perversioni sadomasochistiche e voyeuristiche. Nella sua esistenza, l'unica cosa in grado di far sentire "viva" Erika è il maltrattare, punendoli e offendendoli, i suoi allievi che lei segretamente detesta: infatti distruggerà tutte le prospettive musicali di una sua allieva di talento, ferendole le mani con dei cocci di vetro che lei stessa ha infilato nella tasca della giacca della ragazza. Perversamente, annusa i fazzoletti intrisi di sperma degli uomini masturbatori di un peep show.
Durante un concerto privato conosce Walter, un attraente studente di ingegneria, che rimane colpito dal suo fascino. Egli è un ottimo pianista, in grado di eseguire con grande talento brani di Schumann e Schubert, autori che lei apprezza vivamente. Dopo un'iniziale ritrosia, Erika diventa ossessionata da Walter e quest'ultimo sembra intenzionato ad iniziare una relazione con lei, ma la donna, pur acconsentendo, pone per iscritto una serie di regole a cui il ragazzo dovrà attenersi nella relazione: regole dettagliate di un rapporto sadico-masochistico in cui lui sarà il padrone e lei sottomessa.
In breve Walter non è più disposto a sopportare le fantasie con le quali lei si approccia, e tenta inutilmente di convincerla ad instaurare una normale relazione affettiva: eppure, dopo l'ennesimo rifiuto sessuale da parte di Erika, il ragazzo si scatena rabbiosamente contro di lei, violentandola. Il giorno dopo, quando Erika vuole avvicinarlo per parlargli, lui la saluta senza accennare ad altro. Ad Erika non rimane altro che trafiggersi con un coltello e andarsene sanguinante per le vie della capitale austriaca.

## Riconoscimenti
- 2001 - Festival di Cannes
  - Grand Prix Speciale della Giuria a Michael Haneke
  - Miglior interpretazione femminile a Isabelle Huppert
  - Miglior interpretazione maschile a Benoît Magimel
  - Nomination Palma d'oro a Michael Haneke
- 2001 - European Film Award
  - Miglior attrice a Isabelle Huppert
  - Nomination Miglior film a Veit Heiduschka
  - Nomination Miglior regista a Michael Haneke
  - Nomination Miglior regista - Premio del pubblico a Michael Haneke
  - Nomination Miglior attrice - Premio del pubblico a Isabelle Huppert
  - Nomination Miglior attore - Premio del pubblico a Benoît Magimel
- 2002 - Premio César
  - Migliore attrice non protagonista a Annie Girardot
  - Nomination Migliore attrice protagonista a Isabelle Huppert
- 2002 - Premio BAFTA
  - Nomination Miglior film straniero (Francia)